# Chevannes (Loiret)
Chevannes é uma comuna francesa na região administrativa do Centro-Vale do Loire, no departamento de Loiret. Estende-se por uma área de 11.99 km². Em 2010 a comuna tinha 333 habitantes (densidade: 27,8 hab./km²).